# اور (اسطوره)

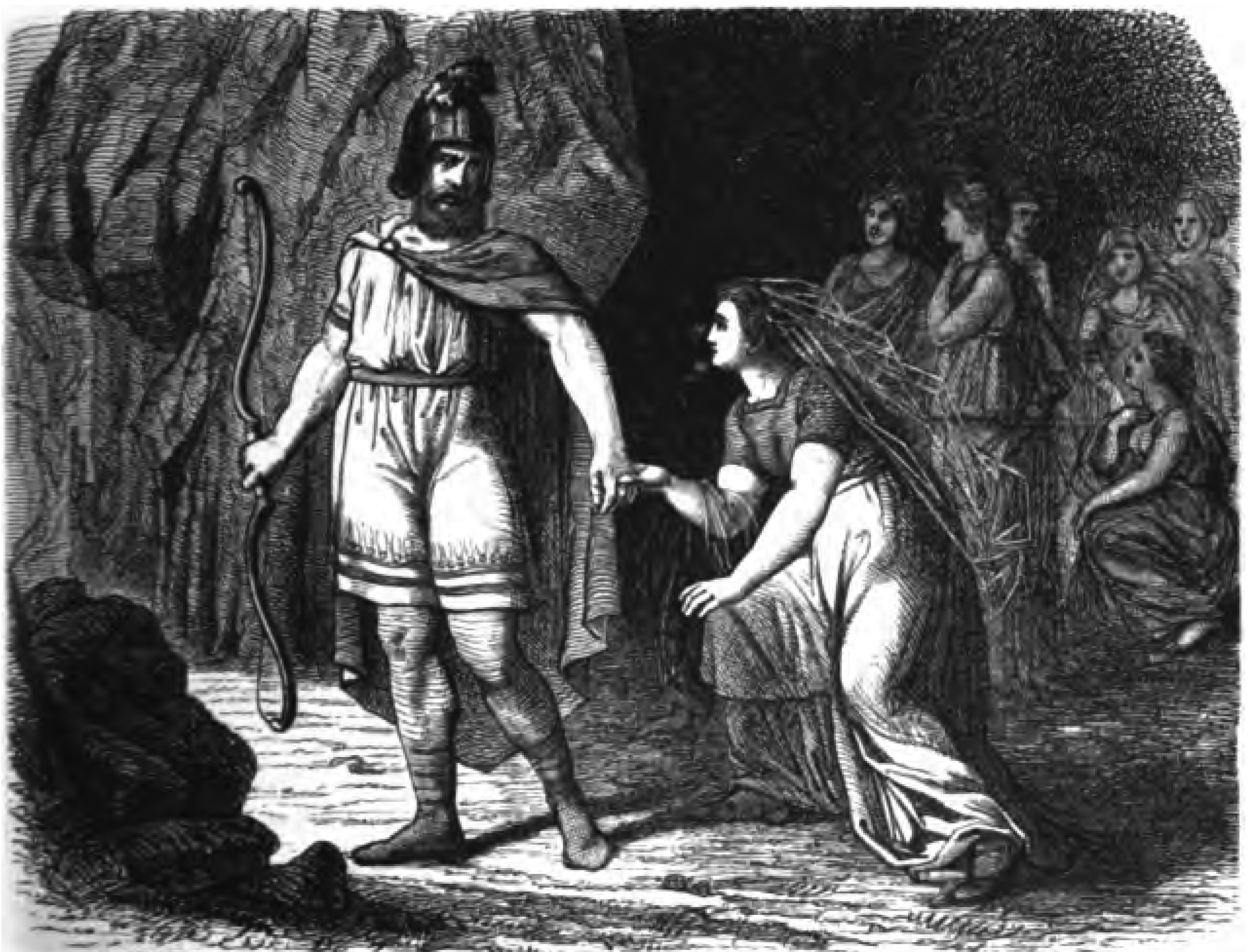
اور و فریا

در اسطوره‌شناسی اسکاندیناوی، اور (در نورس باستان: Óðr، به معنای «خدای جنون، آشفتگی، عصبانیت، حریص») چهره‌ای است که با الهه فریا مرتبط است. ادای منثور و هایمس‌کرینگلا که در سدهٔ ۱۳ میلادی توسط اسنوری استورلوسون نوشته شده‌اند، هر دو اور را شوهر فریا و پدر دخترش هنوس توصیف می‌کنند. هایمس‌کرینگلا می‌افزاید که این زوج صاحب دختر دیگری به نام گرسمی شدند. تئوری‌های متعددی در مورد اور ارائه شده است، که عموماً به دلیل شباهت‌هایشان، او را ذات فرضی ایزد اودین می‌پندارند.
اطلاعات کمی از اور در دسترس است و اسنوری استورلوسون فقط از او به عنوان فردی یاد می‌کند که به سفرهای طولانی می‌رفت. در طی این زمان فریا با اشک‌های طلای سرخ گریان ماند، اگرچه اغلب در میان افراد ناشناس به دنبال شوهرش می‌گشت.